# 햄프턴 모리스
햄프턴 밀러 모리스(영어: Hampton Miller Morris, 2004년 2월 17일~)는 미국의 역도 선수이다. 2024년 하계 올림픽 남자 밴텀급 동메달을 획득했다.

## 경력
모리스는 2004년 2월 17일 조지아주 매리에타에서 트립 모리스와 앤 모리스 부부의 아들로 태어났다. 역도 지도자인 아버지의 영향으로 10살 때 역도를 시작했다.
2021년에 17세의 나이로 미국 역도 국가대표로 발탁되었다. 그 해 11월 에콰도르 과야킬에서 열린 2021년 팬아메리카 선수권 대회에 참가했으며 남자 61kg 부문에서 금메달을 획득했다. 대회 직후에는 콜롬비아 칼리에서 열린 2021년 주니어 팬아메리칸 게임에 참가했으며 대회 개막식 당시 미국 선수단 기수를 맡았다. 그는 이 대회에서 은메달을 획득했다.
2022년 5월에는 그리스 이라클리오에서 열린 2022년 세계 주니어 선수권 대회 남자 61kg 부문에서 금메달을 획득했다. 그는 용상에서 160kg을 들어올리며 세계 주니어 기록을 경신했다. 같은 해 7월에는 콜롬비아 보고타에서 열린 2022년 팬아메리카 선수권 대회에 참가하여 금메달을 획득했다. 그는 용상에서 162kg을 들면서 세계 주니어 기록을 다시 경신했다. 10월에는 페루 리마에서 열린 2022년 팬아메리카 주니어 선수권 대회에 참가하여 금메달을 획득했으며 용상에서 163kg을 들면서 세계 주니어 기록을 경신했다. 이후 12월에는 보고타에서 열린 2022년 세계 선수권 대회에 참가하여 275kg의 기록으로 15위에 올랐다.
2023년 3월 아르헨티나 산카를로스데바릴로체에서 열린 2023년 팬아메리카 선수권 대회에 참가하여 남자 61kg 부문에서 금메달을 획득하여 대회 3연속 우승을 달성했다. 같은 해 9월에는 사우디아라비아 리야드에서 열린 2023년 세계 선수권 대회에 참가했으며 남자 61kg급 용상에서 168kg을 들면서 용상 부문 1위에 올랐다. 그는 1972년 이후 세계 역도 선수권 대회에서 세부 종목 1위를 달성한 첫 미국 선수가 되었다.
2024년 8월 프랑스 파리에서 열린 2024년 하계 올림픽 남자 61kg급에서 동메달을 획득했으며 1984년 이후 처음으로 올림픽 메달을 획득한 미국 남자 역도 선수가 되었다.